# Nereis costaricaensis
Nereis costaricaensis är en ringmaskart som beskrevs av Dean 200. Nereis costaricaensis ingår i släktet Nereis och familjen Nereididae. Inga underarter finns listade i Catalogue of Life.